# صولجية كروية
صولجية كروية (الاسم العلمي: Leucadendron globosum)، هي شجيرة حاملة للأزهار تنتمي إلى جنس الصولجية. وهي تشكل جزءًا من منطقة فنبوس الأحيائية. هذا النبات موطنه مقاطعة كيب الغربية بجنوب إفريقيا.